# Inga Broberg
Inga Broberg, senare Broberg-Stenbrink, född 5 november 1939, är en svensk före detta friidrottare (längdhoppare). Hon tävlade för klubbarna SK Svolder och IK Göta. Hon utsågs år 1960 till Stor Grabb/tjej nummer 207.
Broberg deltog vid europamästerskapen i Stockholm år 1958 och kom då på åttonde plats i längdhopp.